# Karl-Heinz Becker (Fallschirmjäger)
Karl-Heinz Becker (Schwedt, 2 de janeiro de 1914 — Bargum, 3 de outubro de 2000) foi um oficial alemão que serviu durante a Segunda Guerra Mundial. Foi condecorado com a Cruz de Cavaleiro da Cruz de Ferro com Folhas de Carvalho.

## Condecorações
- Cruz de Ferro (1939)
  - 2ª classe (15 de outubro de 1939)[2]
  - 1ª classe (31 de maio de 1940)[2]
- Distintivo de Ferido (1939)
  - em Preto (7 de fevereiro de 1943)[2]
- Cruz Germânica em Ouro (29 de junho de 1944) como Major no Fallschirmjäger-Regiment 5[3]
- Insígnia de Combate Corpo a Corpo em Prata (6 de fevereiro de 1945)[2]
- Cruz de Cavaleiro da Cruz de Ferro (9 de julho de 1941) como Oberleutnant e chefe do 11./Fallschirmjäger-Regiment 1[4][5]
  - 780ª Folhas de Carvalho (12 de março de 1945) como Oberstleutnant e comandante do Fallschirmjäger-Regiment 5[4][6]
- Mencionado no Wehrmachtbericht (29 de julho de 1944)